# 拉波特·里夏德
拉波特·里夏德（Rapport Richárd，1996年3月25日—），匈牙利国际象棋棋手、特级大师。
拉波特出生于匈牙利松博特海伊。2009年，他获得国际大师称号。2010年3月，他晋升为国际象棋特级大师，并以13岁11月6天的年龄成为了匈牙利历史上最年轻的特级大师（之前的纪录保持者为彼得·列科），也使他成为史上第五年轻的特级大师。其最高等级分为2720分。